# المباركون بالنار
المباركون بالنار (بالإسبانية: Iluminados por el fuego) هو فيلم أرجنتيني عن حرب الفوكلاند من تأليف وإخراج تريستان باوير. يضم الفيلم غاستون بولس، بابلو ريبا، سيزار ألباراتشين وهوغو كاريزو وممثلين آخرين. مبني على كتاب لمخضرم من الحرب.
تم ترشيح الفيلم لـ22 جائزة وفاز بـ14 منها.

## القصة
فيلم أرجنتيني مناهض للحرب كالأفلام الأمريكية التقليدية السائرة على نهج حرب فيتنام مثل فول ميتال جاكيت و العودة للديار، ويتكلم الفيلم عن قصة شابان أرسلوا للقتال في حرب عام 1982 في جزر فوكلاند (أو كما هي معروفة في الأرجنتين، لاس مالفيناس) والذان يعودان إلى ديارهم حاملين ندوب وحشية من الحرب.
بعد عشرين عاماً من نهاية الحرب، يتم أطلاع الصحفي إستيبان ليكويزامون (غاستون بولس) بأن البرتو فارغاس (بابلو ريبا)، أحد الرجال الذين خدم معهم، قد حاول الأنتحار بعد معاناة لسنوات من الاكتئاب الناجم عن تجاربه في الحرب. استيبان يزور فارغاس الواقع في غيبوبة في المستشفى، وفي سلسلة طويلة من ذكريات الماضي، يعيد النظر في المشهد الأرجنتيني "حرب لا يمكن الفوز بها."
يصور الفيلم أستيبان وزميلاه الجنديان فارغاس (بابلو ريبا الرجل الواقع في غيبوبة) وخوان (سيزار ألبراتشين)، الذين يعيشون في خنادق، تعصف بها رياح الفوكلاند، في محاربة الجوع والملل وإساءة المعاملة والحرمان من الحرب بينما ينتظرون وصول القوات البريطانية. تتبعه سلسلة مروعة من مشاهد المعركة مع القوات البريطانية، يدرك الأرجنتينيين عقم وعنف مهمتهم. وبأنهم عبارة عن علف للمدافع وبيادق في لعبة سياسية عقيمة.
وبالعودة إلى الحاضر، يعود إستيبان إلى جزر فوكلاند لكي يتصالح مع نفسه والماضي. وتم تصوير المشهد النهائي العاطفي للفيلم في موقع على جزر فوكلاند، لأول مرة بالنسبة لفيلم أرجنتيني.

## الممثلون
- غاستون بولس في دور إستيبان ليكويزامون
- بابلو ريبا في دور ألبرتو فارغاس
- سيزار ألبراتشين في دور خوان تشامورو
- فيكتور هوغو كاريزو في دور بيزارو
- فرجينيا إينوشنتي في دور ماريا فارغاس
- خوان ليرادو
- أرتورو بونين

## العرض
تم عرض الفيلم على التلفزيون الأسترالي قناة SBS في 17 مارس 2009.

## الجوائز
سيلفر كوندور: غراسييلا فراغوغيلا، اليخاندرو بروديرسون، تريشتان باور، إدغاردو أستيبان، ميغيل بوناسو، غوستافو روميرو بوري، فرجينيا إينوشنتي.

## وصلات خارجية
- المباركون بالنار على موقع IMDb (الإنجليزية)
- المباركون بالنار على موقع ميتاكريتيك (الإنجليزية)
- المباركون بالنار على موقع روتن توميتوز (الإنجليزية)
- المباركون بالنار على موقع نتفليكس (الإنجليزية)
- المباركون بالنار على موقع ألو سيني (الفرنسية)
- المباركون بالنار على موقع أول موفي (الإنجليزية)
- المباركون بالنار على موقع فيلمافينيتي (الإسبانية)
- المباركون بالنار على موقع قاعدة بيانات الفيلم (الإنجليزية)
- المباركون بالنار على موقع ليتربوكسد (الإنجليزية)
- المباركون بالنار على موقع كينوبويسك (الروسية)
- Iluminados por el fuego في cinenacional.com (بالإسبانية)